# Polo (indumentaria)

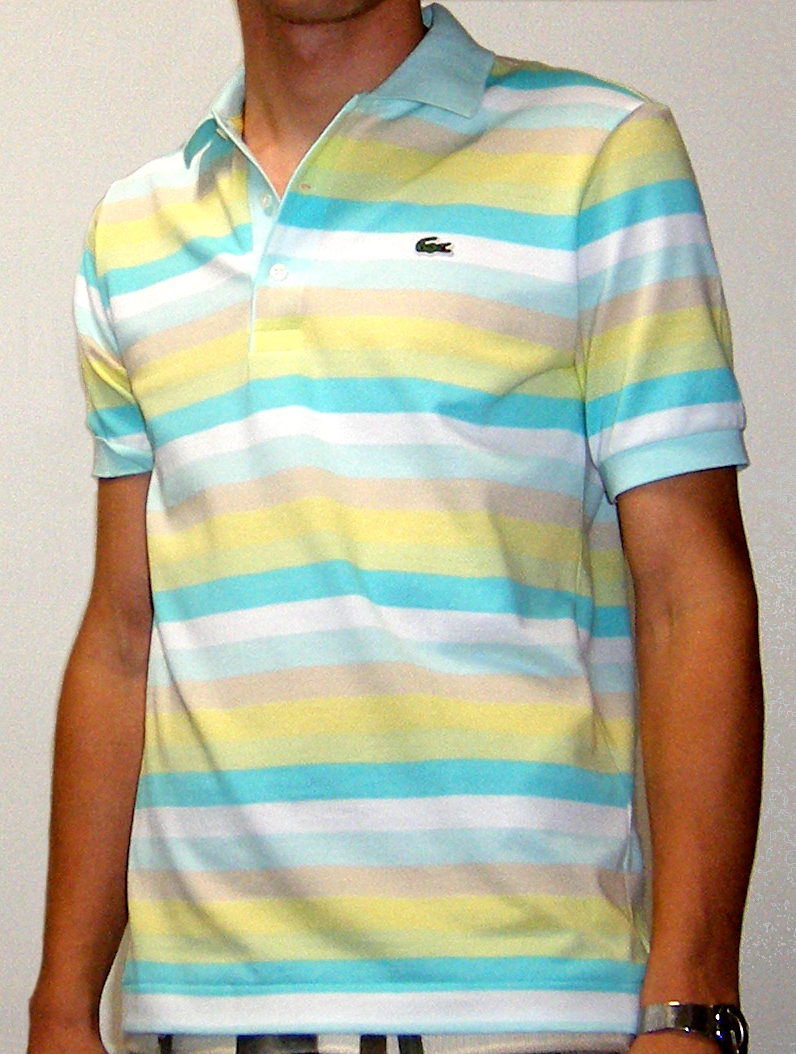
Un polo Lacoste.

Un polo o polera es un tipo de camiseta de tejido de punto con cuello grueso, que puede tener manga larga o corta. Típicamente tiene una abertura delantera con dos o tres botones para ajustar el cuello y puede tener un bolsillo e incluso sustituir los botones por una cremallera. Esta fue ideada en el siglo XX por la empresa francesa Lacoste para uniformar a los equipos de polo. 
En moda actual, este tipo de prenda es considerada más informal que una camisa, pero más formal que una camiseta.

## Etimología
El nombre polo viene de haber sido una prenda usada por los jugadores de polo. El nombre viene del inglés, que a su vez lo tomó del tibetano pholo, que significa pelota.

## Nombres alternativos
- Argentina: chomba, remera de piqué o polo (dependiendo de la región).
- Bolivia: polera con cuello, a excepción de Tarija, que es polo o remera con cuello.
- Chile: polera con cuello, polera de piqué o polera con cuello piqué (piqué es el material).
- Colombia: camisa tipo polo.
- Ecuador: camiseta polo
- México: camisa tipo polo, polo o playera de cuello.
- Paraguay: remera tipo polo o simplemente polo
- Perú: polo piqué, polo con cuello, no confundir con polo (camiseta o playera en Perú).
- Uruguay: remera[1] (igual que a una camiseta o playera)
- Venezuela: chemise (producto de la metonimia de la marca propiedad de Lacoste).
- República Dominicana: poloche[2] (Nombre sacado de la palabra en inglés Polo shirt)
- Cuba: Pullover

- El Diccionario de la lengua española (DRAE) recoge también otro término para esta prenda de vestir, niqui, que a su vez proviene de la palabra alemana, nicki, que posee el mismo significado.